# Vetralla
Vetralla er en italiensk by (og kommune) i regionen Lazio i Italien, med omkring 13.279(2023) indbyggere.